# Enicospilus transvaalensis
Enicospilus transvaalensis là một loài tò vò trong họ Ichneumonidae.